# 上津浦種直
上津浦 種直（こうつうら たねなお、生没年不詳）は、戦国時代から安土桃山時代にかけての武将。キリシタン。肥後国天草郡上津浦城主。
上津浦氏は『本渡市史』によると大蔵氏の末裔とされ、天草諸島の国人衆「天草五人衆」の一角。
種直ら天草五人衆は豊臣秀吉の九州平定の際に臣従して本領を安堵されたが、天正17年（1589年）に小西行長の宇土城での城普請の要求を、志岐鎮経や天草種元ら天草五人衆と共に拒否し反乱を起こした（天草国人一揆）。しかし、これは小西行長や援軍に来た加藤清正によって鎮圧され、種直は降伏するも領地を没収された（以後、小西氏に臣従した）。
翌天正18年（1590年）に洗礼を受け、その後に南蛮寺を建立した。ここには3500人を超える信者が通ったという。